# Diplodasys remanei
Diplodasys remanei is een buikharige uit de familie Thaumastodermatidae. Het dier komt uit het geslacht Diplodasys. Diplodasys remanei werd in 1968 voor het eerst wetenschappelijk beschreven door Rao & Ganapati. 